# Anisothecium convolutum
Anisothecium convolutum là một loài rêu trong họ Dicranaceae. Loài này được Hampe Mitt. mô tả khoa học đầu tiên năm 1869.